# Вайда Степан Миколайович
Степа́н Микола́йович Ва́йда також: Vajda Штепан (нар. 17 січня 1922, с.Дулово на Закарпатті — 6 квітня 1945, м. Творкув) — командир 2-го танкового батальйону Першої окремої чехословацької танкової бригади 1-го чехословацького армійського корпусу в складі 101-го стрілецького корпусу 38-ї армії 4-го Українського фронту, поручик (посмертно капітан). Герой Радянського Союзу (1945, посмертно).

## Біографія
Народився 17 січня 1922 в селі Дулово на Закарпатті, (на той час під владою Чехословацької Республіки). Українець.
Після окупації Карпатської України угорськими військами Степан Вайда перетнув польський кордон.

### В'язень
В тоді вже радянській Галичині колишній член націоналістичних організацій був інтернований до Росії, в Оренбурзьку область.

### Доброволець

Арештант Степан Вайда

Від повного фізичного винищення закарпатців рятувала можливість вступити в чехословацьку армію, яка почала формуватися на підставі домовленості між урядами Чехословацької республіки (її автономною частиною була Закарпатська Україна до окупації Королівством Угорщина і проголошення незалежності) та СРСР. Для засуджених за «нелегальний перетин кордону» була проголошено окрема амністія.
Скориставшись нагодою врятуватися від таборів, у лютому 1942 вступає до 1-го окремого чехословацького батальйону Людвіка Свободи, який формувався в місті Бузулук Оренбурзької області Російської РФСР. З метою конспірації Вайда записався як чех — допомогло нетипове для українця прізвище. Наприкінці 1942 року національний склад батальйону виглядав так: 277 чехів, 21 словаків, 286 євреїв і 1.780 українців із Закарпаття.
Батальйон прийняв бойове хрещення у боях під Харковом, в районі села Соколове, вступивши у бій 8 березня 1943 року. Йому була виділена ділянка фронту приблизно на 15 км, що відповідало смузі оборони для цілої дивізії. На основі батальйону сформували Першу чехословацьку танкову бригаду. Доброволець Степан Вайда став танкістом. А в 1943 році оунівець Вайда — вже командир танкового взводу. На початку листопада 1943 року він уже як підпоручик бере участь в боях за звільнення столиці України — міста Києва, грудні 1943 року — важкі бої під Білою Церквою, потім — під Корсунь-Шевченківським.
На початку 1945 року С. Вайда — командир танкової роти, пізніше — батальйону. З 24 березня 1945 року 1-ша окрема чехословацька бригада знаходилась в безперервних боях, проривалась через Польщу на кордон Чехословаччини. В одному з таких боїв за місто Творкув (пол. Tworków), увечері 6 квітня 1945 року С. Вайда загинув. У своїх спогадах Людвік Свобода напише: «Увечері 6 квітня 1945 р. ми понесли велику втрату. Командувач 2-го танкового батальйону надпоручник Вайда, який попереднього дня сам знищив два танки, самоходку, дві зенітні гармати й декілька мінометів і кулеметних гнізд, цей відважний закарпатський українець сьогодні був вбитий німецьким ворогом».

### Герой Радянського Союзу
Наказом Президії Верховної Ради СРСР від 10 серпня 1945 року за вміле командування підрозділом та героїзм, громадянину Чехословаччини, Вайді Степану Миколайовичу посмертно присвоєне звання Героя Радянського Союзу.

## Вшанування пам'яті
Вулиці Степана Вайди:
- м. Тячів
- с. Велика Копаня
- с. Дулово
- с. Округла
- с. Руське Поле

У місті Тячів встановлено пам'ятник.